# Gondwanatitan

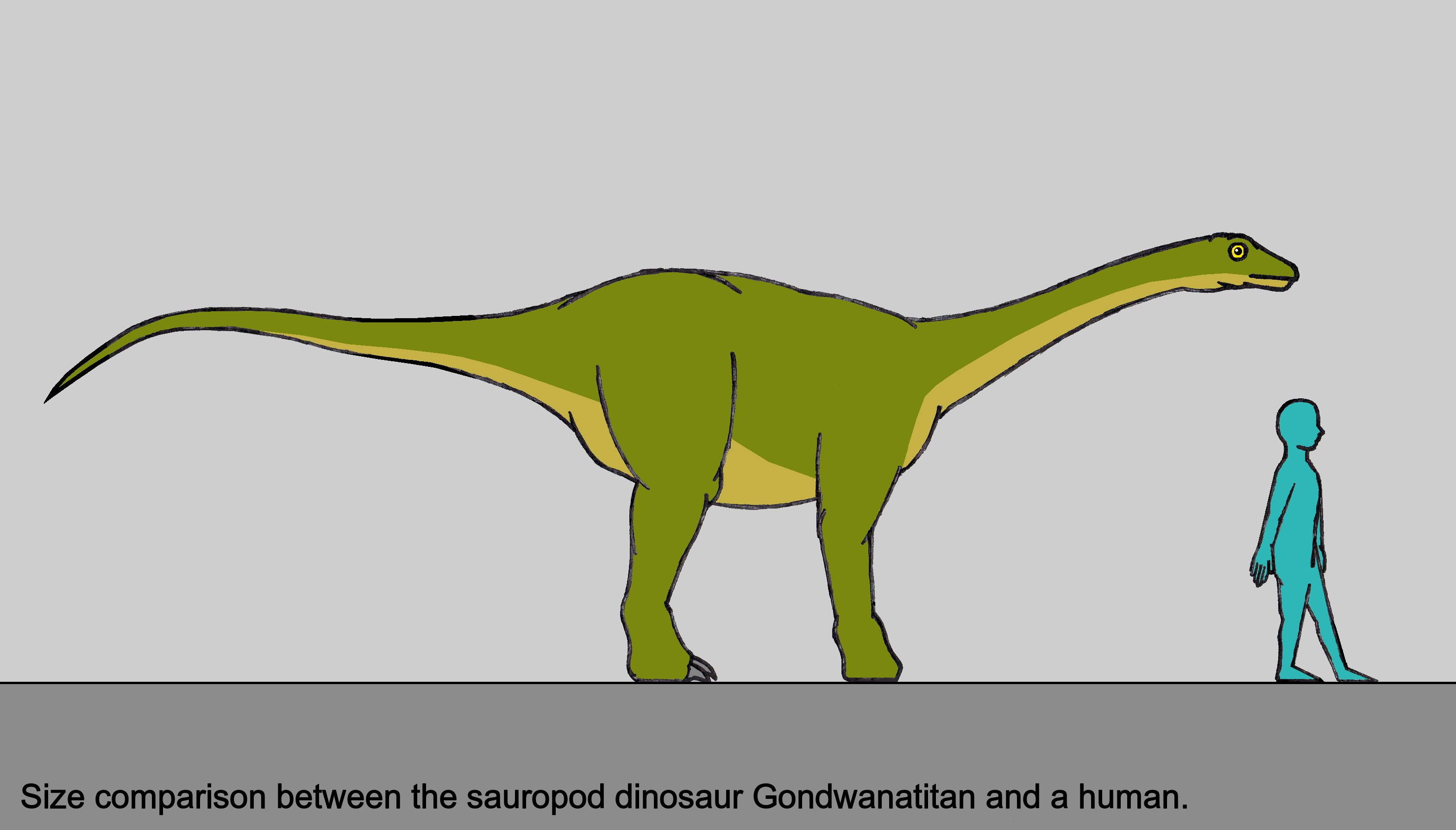
Gondwanatitan und Mensch im Vergleich

Gondwanatitan ist eine Gattung sauropoder Dinosaurier aus der Gruppe der Titanosauria, die während der späten Oberkreide (Campanium oder Maastrichtium) Südamerikas lebte.
Bisher ist ein fragmentarisches, schädelloses Skelett bekannt, das aus der Bauru-Gruppe im brasilianischen Bundesstaat São Paulo stammt. Einzige Art ist Gondwanatitan faustoi. Gondwanatitan wird innerhalb der Titanosauria oft zusammen mit dem verwandten Aeolosaurus in die Gruppe Aeolosaurini eingeordnet.

## Merkmale
Gondwanatitan war ein relativ kleiner Sauropode – so gehörte das gefundene Skelett zu einem etwa 6 bis 7 Meter langen Tier. Wie alle Sauropoden handelte es sich um einen Pflanzenfresser mit langem Hals und Schwanz. Von anderen Titanosauriern lässt sich Gondwanatitan durch verschiedene Merkmale abgrenzen (Autapomorphien): So waren die vorderen und mittleren Schwanzwirbel herzförmig und der Deltopectoralkamm des Oberarmknochens (Humerus) sehr gut entwickelt und anders geformt. Weitere Autapomorphien zeigt das Schienbein (Tibia), dessen obere, vordere Gelenkfläche nach oben (dorsal) verlängert ist und dessen Cnemial-Kamm seitlich nur leicht gekurvt ist.

## Systematik
Die systematische Position dieser Gattung ist umstritten. Die Erstbeschreiber geben an, dass Gondwanatitan innerhalb der Titanosauria eingeordnet werden muss. Innerhalb dieser Gruppe würde diese Gattung weder zur Saltasaurinae (Saltasaurus und Neuquensaurus) gehören, noch zu den sehr ursprünglichen Formen wie Andesaurus und Malawisaurus. Sie bemerken, dass Gondwanatitan mindestens ein gemeinsames Merkmal mit Aeolosaurus zeigt: So waren die Dornfortsätze der vorderen und mittleren Schwanzwirbel nach vorne gerichtet. Von einigen Paläontologen wird Gondwanatitan deswegen zusammen mit Aeolosaurus in einer eigenen Gruppe innerhalb der Titanosauria klassifiziert – der Aeolosaurini. Rinconsaurus wird gelegentlich ebenfalls innerhalb der Aeolosaurini eingeordnet. Upchurch und Kollegen (2004) klassifizieren Aeolosaurus innerhalb der Lithostrotia (=Titanosauridae), einer Gruppe, die alle fortschrittlichen Titanosaurier mit einschießt.

## Forschungsgeschichte, Fund und Namensgebung
Die Fundstelle liegt in der Region von Álvares Machado in São Paulo. Erste Knochen wurden 1983 von dem Farmer Yoshitoshi Myzobuchi entdeckt, welcher den Wirbeltierpaläontologen Fausto Luiz de Souza Cunha vom Museu Nacional in Rio de Janeiro informierte. Fausto erkannte, dass es sich um die Überreste eines Titanosauriers handelte und organisierte Grabungen, welche zwischen 1984 und 1986 das fragmentarische Skelett von Gondwanatitan sowie weitere Wirbeltierfossilien zu Tage brachten. Nur teilweise präpariert, wurde das Skelett seitdem in der Sammlung des Museu Nacional do Rio de Janeiro aufbewahrt, ohne dass eine nähere Untersuchung stattfand. Erst im September 1997 wurde die Präparation von Forschern um Alexander Kellner und Sergio de Azevedo fortgesetzt, was zur Beschreibung der neuen Gattung im Jahr 1999 führte. Der Name Gondwanatitan setzt sich aus Gondwana, dem südlichen Superkontinent, sowie aus den Titanen der griechischen Mythologie zusammen. Das Artepitheth faustoi ehrt Fausto de Souza Conha, dem ehemaligen Leiter des Museu Nacional in Rio de Janeiro, der die Fossilien ausgrub.
Die Überreste stammen aus einer Schicht aus Mudstone – feinkörnigem Gestein im Ton- bis Siltbereich – die Teil einer normal gradierten Flussablagerung ist. Darüberliegende Konglomerate enthielten zudem die Überreste von Schildkröten und Krokodilen. Die Fundstelle gehört zur Adamantina-Formation, einem Schichtglied der Bauru-Gruppe.
Die Fossilien von Gondwanatitansind unterschiedlich gut erhalten. Während beispielsweise Oberarmknochen, Schienbein und Schwanzwirbel gut erhalten sind, lagen andere Knochen an der Oberfläche oder wurden durch Vegetation beschädigt. Viele Knochen waren in einem derart schlechten Zustand, dass sie nicht gesammelt werden konnten. Alle Knochen waren von einer Schicht aus dunklen und harten Schicht aus Manganoxid umgeben.
Das Skelett (Holotyp, Exemplarnummer MN 4111-V) besteht aus einigen Wirbeln (2 teilweise Halswirbel, 7 Rückenwirbel, 6 Kreuzbeinwirbel, 24 Schwanzwirbel sowie vier nicht zuzuordnenden Wirbeln), dem oberen Bereich des Schulterblatts (Scapula), Beckenknochen (dem unvollständigen Darmbein (Os ilium), Schambeinen (Ossa pubis) und Sitzbeinen (Ossa ischii)), beiden Oberarmknochen, beiden Schienbeinen, einigen Rippen sowie verschiedenen weiteren, nicht zuzuordnenden Knochen.

## Belege

### Hauptquelle
- Alexander W. A. Kellner, Sergio A. K. Azevedo: A new sauropod dinosaur (Titanosauria) from the Late Cretaceous of Brazil. In: Yukimitsu Tomida, Thomas H. Rich, Patricia Vickers-Rich: Proceedings of the Second Gondwanan Dinosaur Symposium. (Held at the National Science Museum in Tokyo on July 12–13, 1998) (= National Science Museum Monographs. Nr. 15, ISSN 1342-9574). National Science Museum, Tokyo 1999, S. 111–142.